# Luigi Pareti
Luigi Pareti (Torino, 30 maggio 1885 – Roma, 8 gennaio 1962) è stato uno storico e archeologo italiano.

## Biografia
Pareti fu allievo di Gaetano De Sanctis e di Karl Julius Beloch. Laureatosi all'università di Torino nel 1909, fu professore nelle università di Firenze, Torino, Catania e Napoli. I suoi studi furono rivolti principalmente alle origini delle civiltà antiche: greche, italiche, etrusche. Il suo più vasto contributo alla storia romana è stato pubblicato in sei volumi, Storia di Roma e del mondo romano, nelle cui pagine egli esplora il mondo romano dalle origini fino all'impero di Costantino. Sua è la teoria di due distinte discese di gente italica all'interno della penisola italiana: una avvenuta durante l'età eneolitica, l'altra durante l'età del ferro e del bronzo.

## Opere principali
- Ricerche sui Tolemei Eupatore e Neo Filopatore. Nota, Torino, Clausen, 1908 (estr.)
- Ricerche sulla potenza marittima degli Spartani e sulla cronologia dei Navarchi. Memoria, Torino, V. Bona, 1909 (estr.)
- Intorno al "Peri ges" di Apollodoro. Nota, Torino, V. Bona, 1910 (estr.)
- Note sul calendario spartano, Torino, V. Bona, 1910 (estr.)
- Le tribù personali e le tribù locali a Sparta. Nota, Roma, tip. R. Accademia dei Lincei, 1910 (estr.)
- Note sulle interpolazioni cronologiche nei primi due libri delle "Elleniche" di Senofonte, Torino, Loescher, 1910 (estr.)
- Studi siciliani ed italioti, Firenze, B. Seeber, 1914
- Storia di Sparta arcaica, 1917
- Le Origini etrusche, 1926
- Revisioni storiche e paletnologiche, Firenze, E. Ariani, 1928 (estr.)
- La congiura di Catilina, 1934
- L'Epica e le Origini greche, 1942
- Studio analitico dei primi fatti della guerra annibalica, Napoli, Libreria scientifica, 1943
- Dissensi d'indirizzo per il dominio romano dopo la guerra annibalica, Napoli, Libreria scientifica editrice, s.d.
- La tomba Regolini-Galassi del Museo Gregoriano Etrusco e la civiltà dell'Italia centrale nel sec. VII a. C, 1947
- Storia di Roma e del mondo romano, 6 vol., 1952-1961
- Omero e la realtà storica, 1959
- Storia della Sicilia antica, 1959